# Kirkkojärvi (sjö i Somero, Egentliga Finland)
Kirkkojärvi är en sjö i kommunen Somero i landskapet Egentliga Finland i Finland. Sjön ligger 81,2 meter över havet. Arean är 59 hektar och strandlinjen är 5,37 kilometer lång. Sjön  ingår i Pemar å huvudavrinningsområde.   Den ligger omkring 69 kilometer öster om Åbo och omkring 94 kilometer nordväst om Helsingfors. 
Nordöst om Kirkkojärvi ligger Somero. 